# Renuncia al papado

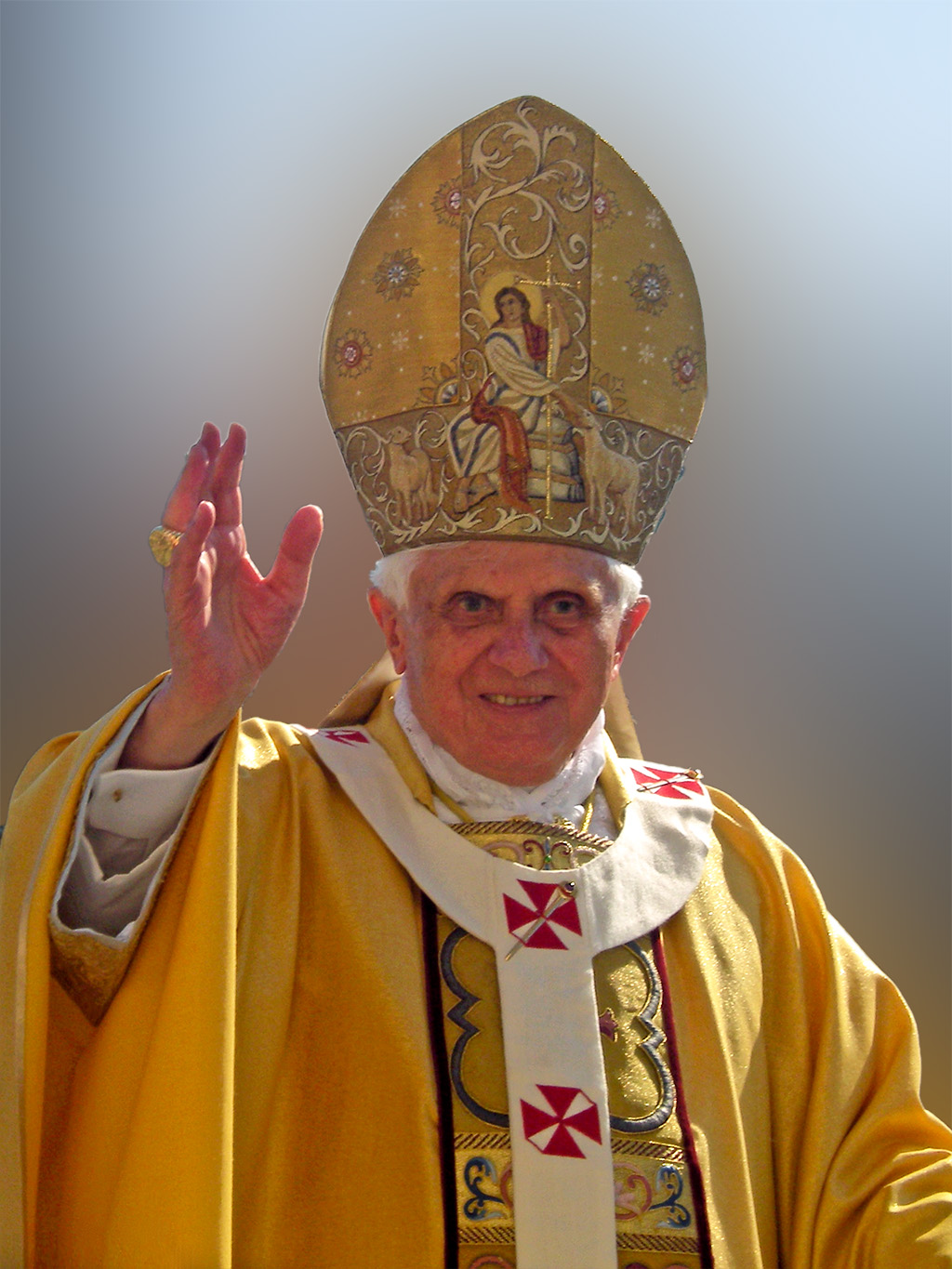
El papa Benedicto XVI es el único pontífice que ha renunciado a su cargo en los últimos 598 años.

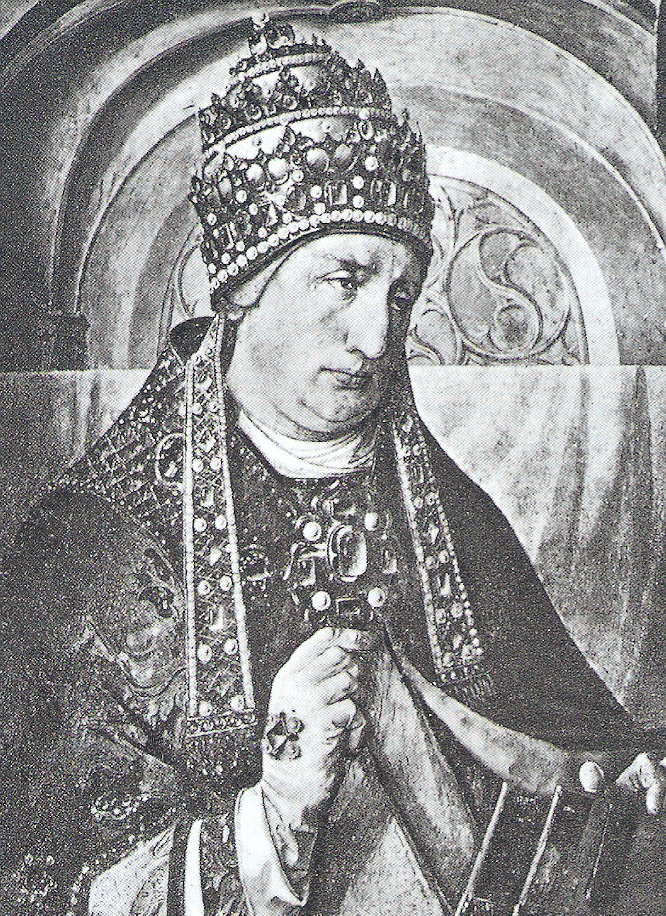
Gregorio XII fue el último papa en renunciar hasta la renuncia de Benedicto XVI, casi seis siglos después.

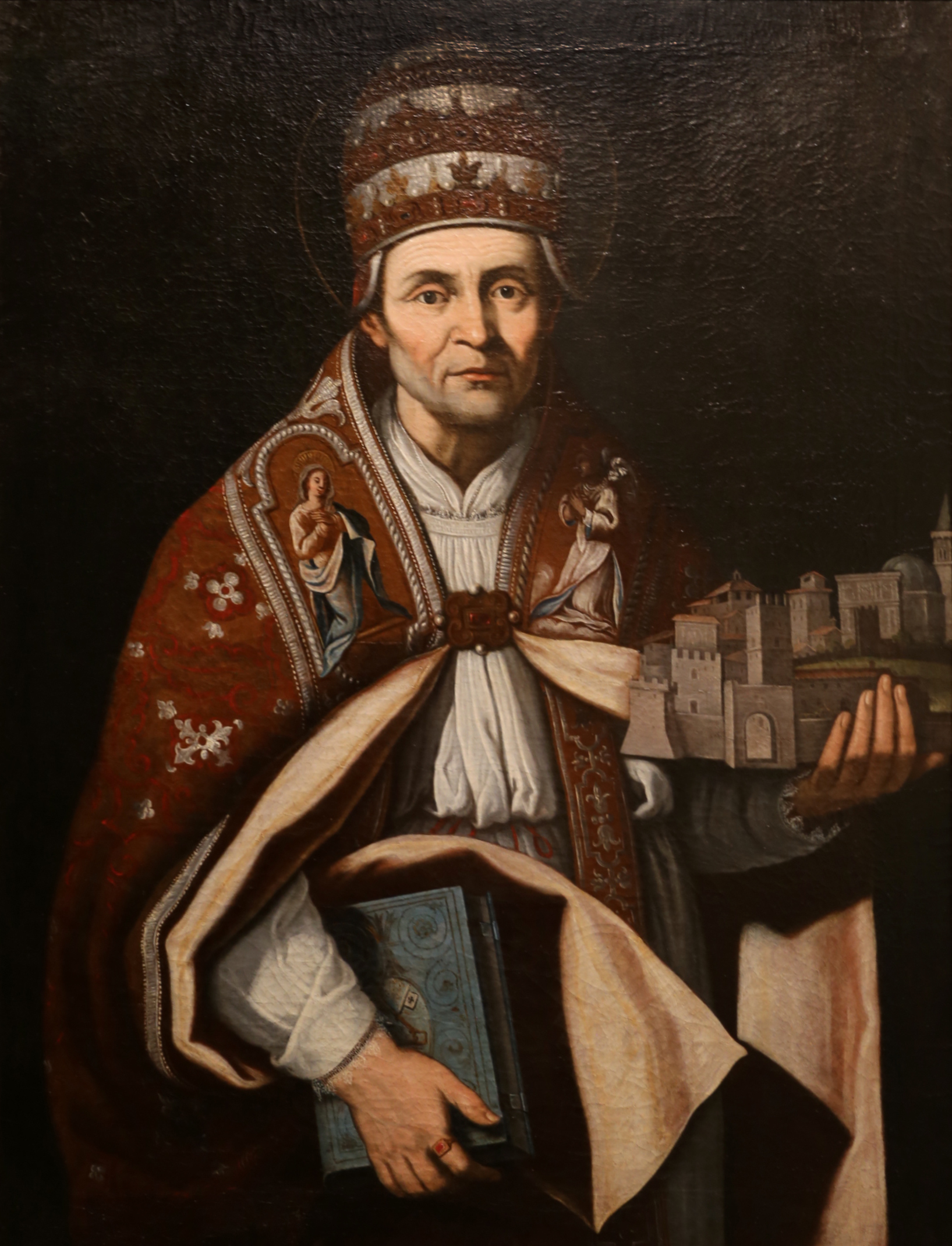
En 1294 el papa Celestino V protagonizó la renuncia más conocida de la historia, seguida de la de Benedicto XVI.

Se denomina renuncia al papado al abandono de su cargo por parte del papa, la máxima autoridad de la Iglesia católica. Es un evento que ha sucedido muy pocas veces en la historia, siendo el último caso el de Benedicto XVI. Se concibe como una posibilidad a partir del canon 332 § 2 del Código de Derecho Canónico, y el canon 44 § 2 del Código de los cánones de las Iglesias orientales.
A pesar de los paralelismos con otros jefes de Estado o cargos importantes, los documentos oficiales de la Iglesia en vigor solo hablan de «renuncia» y no usan otros términos como «dimisión» o «abdicación», que no son por ello adecuados.

## Procedimiento
El derecho canónico no prevé ningún individuo en particular, entidad, o personas a las que el papa debe manifestar su renuncia. Sin embargo, algunos especialistas (especialmente el canonista del siglo XVIII Ferraris Lucius) sostienen que el colegio de cardenales, o al menos su decano, debe ser informado, ya que los cardenales deben estar absolutamente seguros de que el papa ha renunciado a la dignidad válidamente antes de que se proceda a elegir a un sucesor mediante un cónclave. Tampoco es necesario que nadie acepte formalmente la renuncia.
Al cumplirse la fecha y hora que el propio papa escogió para renunciar, da comienzo el periodo de sede vacante, el cual termina con la elección de un nuevo papa.

## Historia
La Enciclopedia Católica registra las renuncias de los papas Ponciano (230-235), Marcelino (296-308), Liberio (352-366), y Juan XVIII (1004-1009), quien se retiró a un monasterio a terminar su vida como un monje, aunque se ha postulado que tal vez no habría sido por decisión propia sino haber sido forzado por Crescencio III, muriendo allí después de unos meses, en julio de 1009.
La primera históricamente incuestionada renuncia a un papado fue la del papa Benedicto IX en 1045. Con el fin de librar a la Iglesia del escándalo, el papa Gregorio VI dio a Benedicto posesiones valiosas al renunciar al papado a su favor. Gregorio VI renunció en 1046 debido a que el acuerdo que había firmado con Benedicto IX fue considerado simonía. El sucesor de Gregorio VI, Clemente II, murió en 1047, por lo que Benedicto IX se convirtió nuevamente en papa.
La renuncia a un papado más conocida es la del papa Celestino V en 1294. Después de sólo cinco meses de pontificado, emitió un decreto declarando solemnemente permitido que un papa renunciase, y luego hizo lo propio. Posteriormente vivió dos años más como un ermitaño, pero terminó sus días encarcelado por su sucesor, el papa Bonifacio VIII, que le temía como a un rival; por lo que fue canonizado. El decreto papal que emitió terminó con cualquier duda entre los canonistas sobre la posibilidad de que una renuncia de un papa sea válida.
El papa Gregorio XII (1406-1415), renunció en 1415 para poner fin al Cisma de Occidente, en donde se había llegado a un momento en el cual había tres reclamantes al trono papal: el papa romano Gregorio XII, el antipapa Benedicto XIII de Aviñón —en el Papado de Aviñón—, y el antipapa Juan XXIII, fruto del Concilio de Pisa. Antes de renunciar formalmente, al ya existente Concilio de Constanza lo autorizó para elegir a su sucesor.
Durante los siguientes 598 años no ocurrieron nuevas renuncias papales, hasta que el 11 de febrero de 2013, el papa Benedicto XVI anunció que iba a renunciar el 28 de febrero de ese mismo año, debido a su avanzada edad. Lo sucedió el jesuita Jorge Mario Bergoglio de 76 años, oriundo de Argentina, quien eligió el nombre Francisco.

## Renuncias condicionadas nunca puestas en vigor
- Antes de partir hacia París para coronar a Napoleón Bonaparte en 1804, el papa Pío VII (1800-1823) firmó un documento de renuncia, el cual solo podría surtir efecto si fuera encarcelado en Francia. Pero Pío VII logró restablecer los Estados Pontificios, así que no sería afectado.

- Se ha afirmado que durante la Segunda Guerra Mundial, el papa Pío XII elaboró un documento con las instrucciones para que, en caso de que fuera secuestrado por los nazis, debía considerarse que había renunciado a su cargo, y que se evacuase el Colegio cardenalicio a Portugal; país neutral en la contienda, para allí poder elegir a un sucesor. Pero él murió en 1958, 13 años después del fin de la contienda.

- En febrero de 1989, el papa Juan Pablo II escribió una carta de renuncia al decano del Colegio Cardenalicio, en la cual le comunicaba que iba a renunciar al cargo de papa si se presentasen dos escenarios: si tuviera una enfermedad incurable que le impidiera ejercer el ministerio apostólico o, en el caso de un «deterioro grave y prolongado» que también le impida seguir ejerciendo las responsabilidades del papado. Pero al presentarse uno de estos escenarios (Parkinson), no optó por esta decisión.

## Incapacidad
El derecho canónico no prevé acciones para el caso de que un papa pueda estar incapacitado física o mentalmente, ya sea temporal o permanente, ni tampoco especifica qué organismo tiene la autoridad para certificar que el papa está incapacitado. Se hace constar en el canon 335 que: 

«Al quedar vacante o totalmente impedida la sede romana, nada se ha de innovar en el régimen de la Iglesia universal: han de observarse, sin embargo, las leyes especiales dadas para esos casos.».

 De igual modo ocurre en el canon 47 del Código de los cánones de las Iglesias orientales.
A cada obispo diocesano se le solicita que presente al sumo pontífice la renuncia al gobierno de su diócesis al cumplir sus 75 años de edad, y de manera encarecida, que renuncie si por enfermedad u otra causa grave quedase disminuida su capacidad para desempeñarlo.
Los cardenales no están autorizados a participar en un cónclave después de llegar a los 80 años. Sin embargo, no hay ningún requisito que indique que un papa debería renunciar al llegar a una edad determinada. Desde la promulgación de estas normas sólo relativas a los obispos diocesanos y cardenales, cuatro papas (Pablo VI, Juan Pablo II, Benedicto XVI y Francisco) llegaron a los 80 años de edad durante sus pontificados.
En los años previos a su muerte en 2005, algunas fuentes sugirieron que el papa Juan Pablo II debería haber renunciado debido a su delicado estado de salud, pero los funcionarios del Vaticano siempre descartaron esa posibilidad. 
El propio Benedicto XVI echó luz sobre el tema en el verano de 2010, durante una entrevista con el periodista alemán Peter Seewald, publicada en forma de libro: 

«Uno puede renunciar en un momento de paz, o cuando uno simplemente no puede continuar. Si el papa claramente da cuenta de que él ya no se encuentra física, psicológica, y espiritualmente capaz de manejar los deberes de su cargo, entonces tiene el derecho y, bajo ciertas circunstancias, incluso la obligación de renunciar.».

## Renuncias
La renuncia de un papa es un hecho inusual en la historia de la Iglesia católica, sin embargo, hubo siete papas que renunciaron o fueron obligados a hacerlo:
1. El primero, Clemente I (del 88 al 97) renunció a favor de Evaristo, porque luego de ser arrestado y condenado al exilio decidió que los católicos no se quedaran sin un líder espiritual.
2. Ponciano (230 al 235) dejó su cargo a favor del papa Antero al haber sido enviado al exilio,
3. Mientras que Silverio (536 al 537) fue obligado a renunciar a favor del papa Vigilio.
4. Benedicto IX (del 10 marzo al 1 de mayo de 1045), en un primer momento renunció a favor de Silvestre III y después retomó el cargo para pasarlo a Gregorio VI, quien fue acusado de haberlo adquirido ilegalmente y decidió también renunciar.
5. Celestino V, fue elegido como eremita, pero su Pontificado duró 5 meses, renunció el mismo año de su elección, y luego lo custodiaron, y lo encerraron en Fumone dónde murió a los 10 meses.
6. El papa Gregorio XII (1406 a 1415) vivió el Cisma de Occidente, en el que estuvieron tres papas al mismo tiempo, ya que además de él, el papa de Roma; Benedicto XIII, el antipapa de Aviñón, y el antipapa Juan XXIII de Pisa.
7. El caso más reciente conduce a la renuncia de Benedicto XVI (2005 a 2013) quien ante su voluntad de dejar el cargo, anunció su renuncia el 11 de febrero de 2013, y la hizo efectiva el 28 de febrero como papa emérito.

## Cargo que adquiere un papa renunciante
Si bien el derecho canónico no prevé qué cargo o cargos le deben corresponder a un expapa, puede dar una idea aproximada el protocolo que corresponde para otros casos de personas de avanzada edad en la curia Romana, para los que se contempla la transferencia de sus cargos de obispo o arzobispo al estado de emeritazgo, por el cual deja de poseer alguna responsabilidad diocesana, pero puede seguir celebrando misa, en la medida en que se lo permitan sus fuerzas. Siendo el papa obispo de Roma, al igual que cualquier otro obispo diocesano católico al retirarse o jubilarse adquirirá el título de obispo emérito de Roma.
Los obispos eméritos continúan perteneciendo al colegio episcopal, pero en algunos casos no forman parte de la conferencia episcopal; aunque son requeridos consultivamente, en razón de su experiencia y venerabilidad. En algunos casos, cuando el episcopado se encuentra en Visita Ad Limina, uno o varios obispos eméritos representan a la conferencia episcopal en ausencia de los obispos que ejercen dichos cargos dentro de este organismo.